# Lätt weltervikt i boxning vid olympiska sommarspelen 1996
Resultat från boxning vid olympiska sommarspelen 1996 och herrarnas lätta weltervikt. De 32 boxarna vägde under 63,5 kg. Tävlingarna arrangerades i Alexander Memorial Coliseum.

## Medaljörer
| Klass           | Guld                 | Silver                 | Brons                          |
| Lätt weltervikt | Héctor Vinent · Kuba | Oktay Urkal · Tyskland | Fathi Missaoui · Tunisien      |
| Lätt weltervikt | Héctor Vinent · Kuba | Oktay Urkal · Tyskland | Bolat Niyazymbetov · Kazakstan |

## Resultat

### Första omgången
| Första Rundan             | Första Rundan | Första Rundan               |
| Vinnare                   | Resultat      | Förlorare                   |
| ------------------------- | ------------- | --------------------------- |
| Héctor Vinent (CUB)       | RSC-2 (02:00) | Hyung-Min Han (KOR)         |
| Nurhan Suleymanoglu (TUR) | 21-5          | Aboubacar Diallo (GUI)      |
| Phillip Boudreault (CAN)  | 16-12         | Haji Matumla (TAN)          |
| Eduard Zakharov (RUS)     | 21-6          | Fumitaka Nitami (JPN)       |
| Davis Mwale (ZAM)         | 16-3          | Steven Kevi (PNG)           |
| Bolat Niyazymbetov (KAZ)  | 25-3          | Carlos Martínez (MEX)       |
| Jervy Le Gras (SEY)       | 26-12         | Dario Esalas (COL)          |
| Babak Moghimi (IRI)       | 11-3          | Radoslav Suslekov (BUL)     |
| Jacek Bielski (POL)       | 18-2          | Luis Deines Pérez (PUR)     |
| Mohamed Alalou (ALG)      | 17-3          | Peter Bulinga (KEN)         |
| Francis Barrett (IRL)     | 32-7          | Zely Ferreria (BRA)         |
| Fethi Missaoui (TUN)      | 25-9          | Lee Trautsch (AUS)          |
| David Díaz (USA)          | RSC-3 (00:33) | Jacobo Garcia (ISV)         |
| Oktay Urkal (GER)         | 19-2          | Reynaldo Galido (PHI)       |
| Sergey Bykovsky (BLR)     | 11-11         | Besiki Wardzetashvili (GEO) |
| Nordine Mouichi (FRA)     | KO-1 (01:24)  | Ullah Usman (PAK)           |

### Andra omgången
| Första Rundan            | Första Rundan | Första Rundan             |
| Vinnare                  | Resultat      | Förlorare                 |
| ------------------------ | ------------- | ------------------------- |
| Héctor Vinent (CUB)      | 23-1          | Nurhan Suleymanoglu (TUR) |
| Eduard Zakharov (RUS)    | 11-9          | Phillip Boudreault (CAN)  |
| Bolat Niyazymbetov (KAZ) | 11-3          | Davis Mwale (ZAM)         |
| Babak Moghimi (IRI)      | 16-7          | Jervy Le Gras (SEY)       |
| Fethi Missaoui (TUN)     | 18-6          | Francis Barrett (IRL)     |
| Oktay Urkal (GER)        | 14-6          | David Díaz (USA)          |
| Nordine Mouichi (FRA)    | 17-6          | Sergey Bykovsky (BLR)     |
| Mohamed Alalou (ALG)     | 19-8          | Jacek Bielski (POL)       |

### Kvartsfinaler
| Första Rundan            | Första Rundan | Första Rundan         |
| Vinnare                  | Resultat      | Förlorare             |
| ------------------------ | ------------- | --------------------- |
| Héctor Vinent (CUB)      | 15-7          | Eduard Zakharov (RUS) |
| Bolat Niyazymbetov (KAZ) | 13-8          | Babak Moghimi (IRI)   |
| Fethi Missaoui (TUN)     | 16-15         | Mohamed Alalou (ALG)  |
| Oktay Urkal (GER)        | 19-10         | Nordine Mouichi (FRA) |

### Semifinaler
| Första Rundan       | Första Rundan | Första Rundan            |
| Vinnare             | Resultat      | Förlorare                |
| ------------------- | ------------- | ------------------------ |
| Héctor Vinent (CUB) | 23-6          | Bolat Niyazymbetov (KAZ) |
| Oktay Urkal (GER)   | 20-6          | Fethi Missaoui (TUN)     |

### Final
| Första Rundan       | Första Rundan | Första Rundan     |
| Vinnare             | Resultat      | Förlorare         |
| ------------------- | ------------- | ----------------- |
| Héctor Vinent (CUB) | 20-13         | Oktay Urkal (GER) |